# Zhou Yongkang
Zhou Yongkang, född 1942 i Wuxi, Jiangsu, var en kinesisk kommunistisk politiker. Han var ledamot av politbyråns ständiga utskott 2007-12, Folkrepubliken Kinas i praktiken viktigaste politiska organ. 2014 föll han i onåd och uteslöts från kommunistpartiet.
Zhou gick med i kommunistpartiet 1964 och gjorde karriär i Kinas oljeindustri under 1970- och 1980-talen. Under 1990-talet var han tillsammans med Zeng Qinghong en av de drivande krafterna bakom Kinas beslut att investera i Sudans oljeindustri, vilket kritiserats i västvärlden på moraliska grunder. Även sedan Zhou inträtt i centralregeringen har han haft ett avgörande inflytande i oljeindustrin och i Kinas kontakter med Sudan.
1998 blev han minister för land och naturtillgångar i Kinas regering. Mellan 1999 och 2002 var han partisekreterare i Sichuan, där han intog en kompromisslös hållning i Tibet-frågan och lät arrestera flera tibetanska munkar. Åren 2002-2007 var han minister för offentlig säkerhet och gjorde sig känd både för sin hårda inställning till den utbredda dryckeskulturen inom polisen som sina förföljelser av Falungong-rörelsen och andra oliktänkande.
2007 efterträdde han Luo Gan som ledamot i politbyråns ständiga utskott, där han bland annat hade ansvar för det kinesiska rättsväsendet i egenskap av ordförande i partiets Politisk-rättsliga kommission. Även om Zhou var rankad som nummer nio i det ständiga utskottet, och därmed befann sig sist i den formella rangordningen, var han i själva verket den tredje mäktigaste mannen i Kina.
Sedan Xi Jinping kom till makten inledde myndigheterna en granskning av Zhou Yongkangs affärsimperium för korruption och i juli 2014 tillkännagav kinesiska kommunistpartiet att Zhou häktats på grund av korruption. Zhou är den högst rankade kinesiske kommunisten som rannsakats för korruption. I början på december 2014 kungjorde partiets politbyrå att Zhou uteslutits ur kommunistpartiet och att han skulle åtalas för "korruption och för att ha läckt statshemligheter".